# Kelvin van der Linde
Ne pas confondre avec Sheldon van der Linde, son frère, également pilote automobile.
Kelvin van der Linde, né le 20 juin 1996 à Johannesbourg en Afrique du Sud, est un pilote automobile sud-africain. Il participe à des épreuves de voitures de Grand tourisme tel que le Deutsche Tourenwagen Masters. Il est deux fois champion de l'ADAC GT Masters, après avoir remporté le championnat en 2014 et 2019, et remporté les 24 Heures du Nürburgring en 2017, 2022 et 2025. 
Il a fait ses débuts en course de formule en Formule E lors de l'ePrix de Dariya 2023, pilotant pour ABT Cupra en remplacement de Robin Frijns, blessé.

## Palmarès

### 12h de Bathurst
| Année | Équipe                       | Coéquipiers                       | Voiture            | Catégorie | Tours | Pos. | Class Pos. |
| ----- | ---------------------------- | --------------------------------- | ------------------ | --------- | ----- | ---- | ---------- |
| 2024  | Melbourne Performance Center | Christopher Haase Liam Talbot     | Audi R8 LMS EVO II | A-PRO     | 275   | 3e   | 3e         |
| 2022  | Audi Sport Team Valvoline    | Nathanael Berthon Brad Schumacher | Audi R8 LMS EVO II | A-PRO AM  | 290   | 4e   | 4e         |
| 2020  | Melbourne Performance Center | Mattia Drudi Markus Winkelhock    | Audi R8 LMS EVO    | A-PRO     | 308   | 18e  | 11e        |
| 2019  | Audi Sport Team Valvoline    | Garth Tander Frédéric Vervisch    | Audi R8 LMS        | A-PRO     | 181   | DNF  |            |
| 2018  | Melbourne Performance Center | Garth Tander Frédéric Vervisch    | Audi R8 LMS        | A-PRO     | 241   | 27e  | 7e         |